# しわくちゃな雲を抱いて
『しわくちゃな雲を抱いて』（しわくちゃなくもをだいて）は、DISH//の楽曲。2022年7月13日にSony Recordsから6作目の配信限定シングルとして配信リリースされた。

## 概要
- 前作『沈丁花』から約8か月ぶりのリリース[注 1]。
- 表題曲「しわくちゃな雲を抱いて」は、TBS系火曜ドラマ『ユニコーンに乗って』（永野芽郁主演）の主題歌である[4][5][7]。
  - 同タイアップに対して、自身は「"風"からインスピレーションを受けて作りました。共にこのドラマの風を吹かせてみなさんの心を晴れさせるお手伝いができたらいいなと思います」とコメントした[4][5][7]。
  - また、メンバー及びDISH//の所属事務所であるスターダストプロモーションに所属しており、同ドラマの主演である女優の永野芽郁は、「今回主題歌をDISH//の皆さんが書き下ろしてくださると聞き、同じ事務所の仲間として心強いなあと思いました」とコメントし、「背中を押してくれるような楽曲に力を貰い、この物語のゴールに向かってみんなと駆け抜けたいと思います」と期待を寄せた[4][5][7]。
  - 同ドラマのプロデューサーである松本友香は、「ドラマの映像に初めて主題歌を乗せてみたとき、ビタっとハマった感覚に歓喜しました」と賞賛し、「この夏一番のキラキラ爽快ソングがドラマと共にたくさんの人に届けばうれしいです!」とコメントした[4][6]。
  - 同ドラマのプロデューサーである岩崎愛奈は、「疾走感のあるキラキラしたメロディーと、その音に乗った切なくも力強い歌詞とメッセージに胸がきゅっとなりました」とコメントし、「素敵な主題歌を届けてくださったDISH//の皆さんに感謝しています!」と感謝を述べた[4][6]。
- 本曲の作詞はボーカル・ギターの北村匠海、作曲はドラムスの泉大智が担当[4][5][7]。
  - メンバーが作詞・作曲を共に担当した楽曲がテレビドラマの主題歌に起用されるのは初である[注 2]。
- 本曲のタイトルは、同ドラマの脚本から得た、「風によって天気が移り変わる様子と人が歳を重ねてしわくちゃになっていく姿」と言うインスピレーションから付けられた[4][5]。
- 2022年7月5日、同ドラマの第1話放送終了後に、本曲のショートバージョンのリリック・ビデオが公開された[8]。
- 同年7月12日、同ドラマの第2話放送終了後に、本曲のフルバージョンのリリック・ビデオが公開された[11]。
- 同年7月13日、配信限定6thシングルとして配信リリースされた[8]。
- 同年7月15日、TBS系『音楽の日2022』にて、本曲をテレビ初披露した[12][13]。
- 同年8月5日、本曲のミュージック・ビデオが公開された[14]。

## チャート成績
- オリコンチャート
  - 2022年7月13日付の「オリコンデイリー デジタルシングル（単曲）ランキング」で初登場9位を獲得した[1]。
  - 初週3,434ダウンロードを記録し、2022年7月25日付の「オリコン週間 デジタルシングル（単曲）ランキング」で週間17位を獲得した[2]。
- Billboard JAPAN
  - 2022年7月20日公開の「Billboard Japan Download Songs」で週間19位を獲得した[3]。

## 収録曲
1. しわくちゃな雲を抱いて - [3:55]
作詞：北村匠海
作曲：泉大智
編曲：山本隼人、板井直樹
  - TBS系火曜ドラマ『ユニコーンに乗って』主題歌[4][5][6][7]
  - メンバーの北村匠海と泉大智が制作した楽曲[4][5]。